# Neuseeländische Cricket-Nationalmannschaft in den West Indies in der Saison 2014
Die Tour der neuseeländischen Cricket-Nationalmannschaft in die West Indies in der Saison 2014 fand vom 8. Juni bis zum 6. Juli 2014 statt. Als internationale Cricket-Tour war sie Bestandteil der internationalen Cricket-Saison 2014. Sie umfasste drei Test Matches und zwei Twenty20s. Neuseeland gewann die Testserie 2-1, während die Twenty20-Serie 1-1 ausging. Die ausgetragenen Tests der Touren waren Spiele im Rahmen der ICC Test Championship, die ODI Bestandteil der ICC ODI Championship und die Twenty20-Spiele Teil der ICC T20I Championship. Es war das erste Mal seit 12 Jahren, dass Neuseeland eine Testserie auswärts gegen eine Mannschaft aus den Top 8 der ICC Test-Weltrangliste gewann und auch erst der zweite Sieg in den West Indies überhaupt.

## Vorgeschichte

### Ansetzung
Die Testserie überschnitt sich mit der Schlussphase der Indian Premier League 2014. Da die Kolkata Knight Riders das Finale erreichten, stand der west-indische Bowler Sunil Narine seiner Nationalmannschaft für die Testserie nicht zur Verfügung. Ursprünglich war der dritte Test in Guyana geplant. Da die dortige Regierung jedoch die örtliche Cricket-Vereinigung direkt übernahm, entschied sich der west-indische Verband den dritten Test in Barbados auszutragen. Im Winter zuvor trafen beide Teams zu einer vollständigen Serie in Neuseeland aufeinander. Dort gewann Neuseeland die Test- und Twenty20-Serie, während die ODI-Serie unentschieden endete.

## Stadien
Die folgenden Stadien wurden für die Tour als Austragungsort vorgesehen und am 23. März 2014 festgelegt.
| Stadt         | Land                | Stadion                 | Kapazität | Spiele      |
| ------------- | ------------------- | ----------------------- | --------- | ----------- |
| Bridgetown    | Barbados            | Kensington Oval         | 31.000    | 3. Test     |
| Roseau        | Dominica            | Windsor Park (Dominica) | 12.000    | 1. & 2. T20 |
| Kingston      | Jamaika             | Sabina Park             | 20.000    | 1. Test     |
| Port of Spain | Trinidad und Tobago | Queen’s Park Oval       | 25.000    | 2. Test     |

## Kaderlisten
Neuseeland benannte sein Testeam am 15. April 2014. Die West Indies benannten ihr Team am 3. Juni 2014.
| Test | Test | Twenty20 | Twenty20 |
| West Indies | Neuseeland | West Indies | Neuseeland |
| --- | --- | --- | --- |
| - Denesh Ramdin (K, wk) - Sulieman Benn - Jermaine Blackwood - Kraigg Brathwaite - Darren Bravo - Shivnarine Chanderpaul - Kirk Edwards - Shannon Gabriel - Chris Gayle - Jason Holder - Kieran Powell - Kemar Roach - Marlon Samuels - Shane Shillingford - Jerome Taylor | - Brendon McCullum (K, wk) - Kane Williamson - Corey Anderson - Trent Boult - Mark Craig - Peter Fulton - Tom Latham (wk) - Jimmy Neesham - Luke Ronchi (wk) - Hamish Rutherford - Ish Sodhi - Tim Southee - Ross Taylor - Neil Wagner - BJ Watling (wk) | - Daren Sammy (K) - Samuel Badree - Christopher Barnwell - Darren Bravo - Sheldon Cottrell - Andre Fletcher (wk) - Sunil Narine - Kieron Pollard - Denesh Ramdin (wk) - Andre Russell - Krishmar Santokie - Lendl Simmons - Dwayne Smith | - Brendon McCullum (K & wk) - Kane Williamson - Corey Anderson - Trent Boult - Mark Craig - Peter Fulton - Tom Latham (wk) - Jimmy Neesham - Luke Ronchi (wk) - Hamish Rutherford - Ish Sodhi - Tim Southee - Ross Taylor - Neil Wagner - BJ Watling (wk) |

## Tour Matches
| 29. – 30. Mai Scorecard | Trelawny Parish | New Zealanders 112-6d (53) & 210-6 (66) | – | Jamaica Select XI 170-9d (49.2) |
|                         |                 | Remis                                   |   |                                 |

| 2. – 4. Juni Scorecard | Trelawny Parish | Jamaica Select XI 122-9d (45.5) & 90 (32.5) | – | New Zealanders 203-9d (64) & 132-9d (40.3) |
|                        |                 | New Zealanders gewinnen mit 123 Runs        |   |                                            |

## Tests

### Erster Test in Kingston
| 8. – 12. Juni Scorecard | Kingston | Neuseeland 508-7d (174.3) & 156-8d (60.5) | – | West Indies 262 (81.2) & 216 (47.4) |
|                         |          | Neuseeland gewinnt mit 186 Runs           |   |                                     |

### Zweiter Test in Port of Spain
| 16. – 20. Juni Scorecard | Port of Spain | Neuseeland 221 (74.4) & 331 (152.2) | – | West Indies 460 (137.1) & 95-0 (13.2) |
|                          |               | West Indies gewinnen mit 10 Wickets |   |                                       |

### Dritter Test in Bridgetown
| 26. – 30. Juni Scorecard | Bridgetown | Neuseeland 293 (78.2) & 331-7d (89.1) | – | West Indies 317 (97.1) & 254 (82.1) |
|                          |            | Neuseeland gewinnt mit 53 Runs        |   |                                     |

## Twenty20 Internationals

### Erstes Twenty20 in Roseau
| 5. Juli Scorecard | Roseau | West Indies 132-8 (18/18)                   | – | Neuseeland 117-4 (15/15) |
|                   |        | Neuseeland gewinnt mit 12 Runs (D/L method) |   |                          |

### Zweites Twenty20 in Roseau
| 6. Juli Scorecard | Roseau | West Indies 165-6 (20)           | – | Neuseeland 126 (19.1) |
|                   |        | West Indies gewinnen mit 39 Runs |   |                       |

## Statistiken
Die folgenden Cricketstatistiken wurden bei dieser Tour erzielt.
| Tests             | Tests       | Tests   | Tests   | Tests   | Tests   | Tests   | Tests   | Tests   |
| Batting           | Batting     | Batting | Batting | Batting | Batting | Batting | Batting | Batting |
| Spieler           | Mannschaft  | Spiele  | Innings | Runs    | Average | HS      | 100s    | 50s     |
| ----------------- | ----------- | ------- | ------- | ------- | ------- | ------- | ------- | ------- |
| Kane Williamson   | Neuseeland  | 3       | 6       | 413     | 82,60   | 161*    | 2       | 1       |
| Tom Latham        | Neuseeland  | 3       | 6       | 288     | 48,00   | 83      | 0       | 3       |
| James Neesham     | Neuseeland  | 3       | 6       | 278     | 46,33   | 107     | 1       | 2       |
| Kraigg Brathwaite | West Indies | 2       | 4       | 217     | 72,33   | 129     | 1       | 1       |
| Chris Gayle       | West Indies | 3       | 6       | 208     | 41,60   | 80*     | 0       | 2       |
| Bowling           |             |         |         |         |         |         |         |         |
| Spieler           | Mannschaft  | Spiele  | Overs   | Wickets | Average | BBI     | 5W      | 10W     |
| Kemar Roach       | West Indies | 3       | 123.1   | 15      | 23,20   | 4/55    | 0       | 0       |
| Sulieman Benn     | West Indies | 3       | 208.5   | 14      | 37,64   | 5/93    | 1       | 0       |
| Mark Craig        | Neuseeland  | 3       | 117     | 12      | 40,83   | 4/91    | 0       | 0       |
| Tim Southee       | Neuseeland  | 3       | 96.2    | 11      | 21,09   | 4/19    | 0       | 0       |
| Jerome Taylor     | West Indies | 3       | 112     | 11      | 25,54   | 4/34    | 0       | 0       |

| Twenty20s        | Twenty20s   | Twenty20s | Twenty20s | Twenty20s | Twenty20s | Twenty20s | Twenty20s | Twenty20s |
| Batting          | Batting     | Batting   | Batting   | Batting   | Batting   | Batting   | Batting   | Batting   |
| Spieler          | Mannschaft  | Spiele    | Innings   | Runs      | Average   | HS        | 100s      | 50s       |
| ---------------- | ----------- | --------- | --------- | --------- | --------- | --------- | --------- | --------- |
| Andre Fletcher   | West Indies | 2         | 2         | 114       | 57,00     | 62        | 0         | 2         |
| Brendon McCullum | Neuseeland  | 2         | 2         | 61        | 30,50     | 40        | 0         | 0         |
| Kane Williamson  | Neuseeland  | 2         | 2         | 56        | 28,00     | 37        | 0         | 0         |
| Ross Taylor      | Neuseeland  | 2         | 2         | 49        | 49,00     | 28*       | 0         | 0         |
| Darren Bravo     | West Indies | 2         | 2         | 44        | 22,00     | 30        | 0         | 0         |
| Bowling          |             |           |           |           |           |           |           |           |
| Spieler          | Mannschaft  | Spiele    | Overs     | Wickets   | Average   | BBI       | 5W        | 10W       |
| Trent Boult      | Neuseeland  | 2         | 8         | 4         | 12,50     | 2/22      | 0         | 0         |
| Sheldon Cottrell | West Indies | 1         | 3.1       | 3         | 9,33      | 3/28      | 0         | 0         |
| Darren Sammy     | West Indies | 2         | 6         | 3         | 14,66     | 3/22      | 0         | 0         |
| Tim Southee      | Neuseeland  | 2         | 8         | 3         | 18,00     | 2/20      | 0         | 0         |
| Corey Anderson   | Neuseeland  | 2         | 8         | 3         | 27,66     | 2/32      | 0         | 0         |

## Player of the Series
Als Player of the Series wurden die folgenden Spieler ausgezeichnet.
| Serie | Player of the Series |
| ----- | -------------------- |
| Test  | Kane Williamson      |
| T20   | Andre Fletcher       |

### Player of the Match
Als Player of the Match wurden die folgenden Spieler ausgezeichnet.
| Spiel   | Player of the Match |
| ------- | ------------------- |
| 1. Test | Mark Craig          |
| 2. Test | Kraigg Brathwaite   |
| 3. Test | Kane Williamson     |
| 1. T20  | Andre Fletcher      |
| 2. T20  | Andre Fletcher      |